# جویس فیتچ
 جویس فیتچ (انگلیسی: Joyce Fitch؛ زاده ۳ آوریل ۱۹۲۲) یک تنیس‌باز اهل استرالیا است.